# Phémiosz
Phémiosz (i. e. 9. század?) görög költő
Terpiosz fia volt, ő volt az a lantos, aki az Odüsszeusz házában dőzsölő kérőket dalaival mulattatta, de mivel ezt kényszerből cselekedte, Odüsszeusz megkegyelmezett neki. Egyes kutatók szerint létező személy volt, és egy „Akaión nosztoi” című költemény szerzősége köthető a nevéhez, de ez a feltevés bizonyíthatatlan. Homérosz emlékezik meg róla.